# Adam Kreczmar

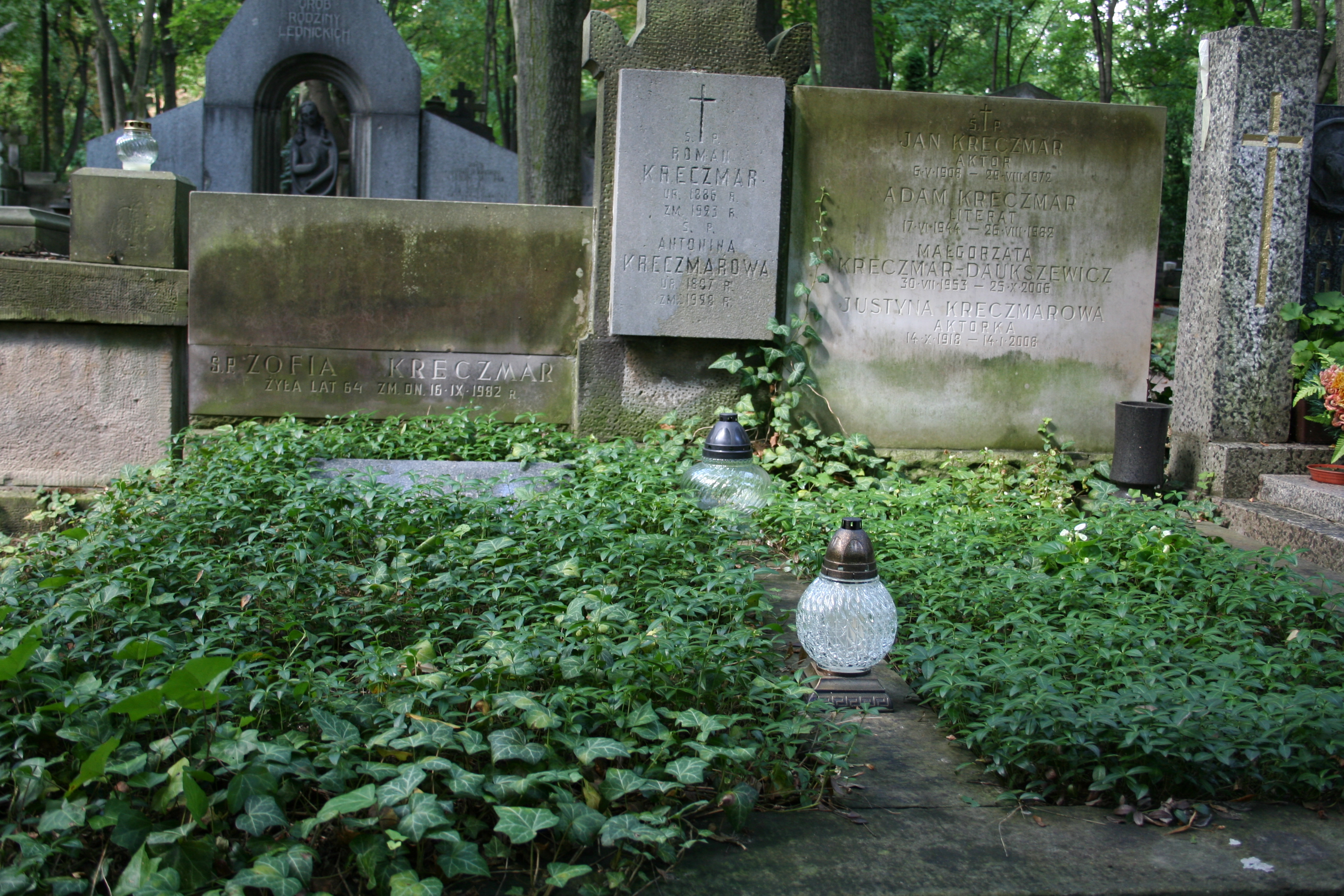
Grób Adama Kreczmara na cmentarzu Powązkowskim w Warszawie

Adam Kreczmar (ur. 17 czerwca 1944 w Warszawie, zm. 26 sierpnia 1982 tamże) – polski poeta, satyryk, autor słuchowisk radiowych i piosenek, twórca kabaretowy.

## Życiorys
Urodził się w aktorskiej rodzinie Jana i Justyny z Karpińskich. Brat Małgorzaty Janiny Kreczmar-Daukszewicz (1953–2006), żony Krzysztofa Daukszewicza, matki Grzegorza i Aleksandra Daukszewiczów. Ukończył VI Liceum Ogólnokształcące im. Tadeusza Reytana w Warszawie (1962), następnie studia u Aleksandra Kobzdeja na Wydziale Malarstwa Akademii Sztuk Pięknych w Warszawie.
Debiutował jako poeta w 1964 w „Almanachu Młodych”. Współpracował z Radiem i Telewizją wprowadzając nowatorskie koncepcje programów rozrywkowych.
Współtworzył (wspólnie z Jackiem Janczarskim i Jerzym Markuszewskim) ITR (Ilustrowany Tygodnik Rozrywkowy) nadawany w pierwszej połowie lat 70. XX wieku w Programie 3 Polskiego Radia. Wraz z Jonaszem Koftą i Janem Pietrzakiem prowadził Kabaret pod Egidą.
Wielokrotnie nagradzany między innymi Nagrodą Prezesa Radiokomitetu i Złotym Mikrofonem (1975).
Cierpiał na niedrożność przewodów żółciowych w wątrobie. Zmarł w wieku 38 lat. Spoczywa w grobowcu rodzinnym na cmentarzu Powązkowskim w Warszawie (kwatera 190-5,6-24,25).

## Słuchowiska radiowe
- Administrator[6]
- Okno na świat[6]
- Przygody Holmesa[7]
- Wczorajsza młodzież[7]
- Wspomnienia prokuratora[6]

## Utwory ze słowami Adama Kreczmara
- Chłopcy z naszej ulicy (muz. Włodzimierz Korcz, wyk. Piotr Fronczewski lub Jan Pietrzak)[8]
- Daj (muz. Jerzy Andrzej Marek, wyk.  Jerzy Połomski)
- Kodeks (muz. Włodzimierz Korcz, wyk. Jerzy Połomski)[9]
- Marmolada (muz. Marek Stefankiewicz, wyk. Maryla Rodowicz)
- Miłujcie tedy ile chcecie (muz. Jerzy Andrzej Marek, wyk.  Jerzy Połomski)
- Mój pejzaż (muz. Włodzimierz Korcz, wyk. Edyta Geppert)
- Nie ma tych bram (muz. Wojciech Karolak, wyk. Ewa Bem)
- Nietakt (muz. Andrzej Zieliński, wyk. Maryla Rodowicz)
- Pieśń o dysze (muz. Włodzimierz Korcz, wyk. Andrzej Zaucha)
- Jak Cię miły zatrzymać (muz. Jerzy Andrzej Marek, wyk. Teresa Tutinas)